# Byron, libérateur de la Grèce
Pour les articles homonymes, voir Byron.
Pour plus de détails, voir Fiche technique et Distribution.
Byron, libérateur de la Grèce ou le Jardin des héros est un téléfilm français de Pierre Bureau diffusé en 1973 dans la série Portrait.

## Synopsis
Londres, 1823. Un jeune journaliste du Times, Stephen Barnes, est chargé de rédiger un article sur les aventures galantes de Lord Byron, connu pour ses multiples liaisons. Mais l'enquête prend un tournant lorsque le poète s'engage dans le Comité de libération de la Grèce, alors sous domination turque, cause pour laquelle il sacrifie sa fortune, sa carrière et sa santé.

## Fiche technique
- Titre : Byron le libérateur de la Grèce ou le Jardin des héros
- Réalisation : Pierre Bureau
- Scénario : Jacques Floran
- Sociétés de production : ORTF
- Sociétés de distribution : ORTF
- Pays de production :   France
- Langue originale : français
- Format : couleur - 35 mm - 4/3 - son mono
- Genre : biographie romancée
- Date de première diffusion : 28 juillet 1973 (1re chaîne)

## Distribution
- Jean-François Poron : Lord Byron
- Bernard Alane : Stephen Barnes
- Bernard Dhéran : Thomas Barnes
- Jean Rupert : Timothy
- Jean-Pierre Moutier : Fletcher
- Jean-Pierre Sentier : Trelawny
- Danielle Palmero : Teresa Guiccioli
- Anne Delbée : Mary Shelley
- Évelyne Dandry : Lady Caroline
- Sacha Pitoëff : Edward Blaquiere
- Jean-Pierre Moreux : Hobhouse
- Françoise Béliard : Lucinda
- Claude Génia : Lady Melbourne
- Édith Scob : Augusta
- Régine Blaess : Annabella
- Jacques Alric : le colonel Montgomery
- Gabriel Gascon : le capitaine Scott
- Charles Charras : le censeur
- Daniel Léger : le garçon des dépêches
- Brigitte Jaques-Wajeman : la jeune femme du bal
- Michel Dacquin : le valet de Caroline
- Murray Gronwall : le joueur de violon
- Christophe Lespagnol : Byron enfant
- Jacques Provins : le carabinier
- Jacques Lucien : le carbonaro
- Suzanne Grey : la dame du Times
- Rita Maiden : la femme de chambre italienne
- Pascale Cohen, Françoise Ferly, Edwige Le Querrec, Martine Perriat, Josiane Rivoire : danseuses